# Producers Guild of America Awards
I Producers Guild of America Awards sono un evento celebrativo che premia i migliori membri dello staff di produzione dei film e della televisione. L'evento è stato istituito dalla Producers Guild of America nel 1990, sotto la supervisione e il supporto del presidente Leonard B. Stern.

## Storia[1]
La prima edizione si tenne nel 1990 per i film e le produzioni televisive del 1989 sotto il nome di Golden Laurel Awards. Durante questa edizione venne assegnato il primo premio per la miglior produzione di un lungometraggio cinematografico dell'anno ai produttori Richard D. Zanuck e Lili Fini Zanuck per il film A spasso con Daisy.
Nel 2002 l'evento viene ribattezzato con il nome di “Producers Guild of America Awards” e vengono introdotti i premi Stanley Kramer, assegnato ai film che "gettano luce sulle problematiche sociali provocatorie", e Vanguard che premia i film di miglior successo nei nuovi media e nella tecnologia.

## Membri dello staff premiabili
Secondo le direttive della PGA, le premiazioni riguardano solamente i membri dello staff di produzione, a seconda della categoria:
- prodotto da
- produttore televisivo
- produttore esecutivo
- co-produttore esecutivo
- produttore supervisore
- produttore senior
- produttore della serie

## Produttori vincitori nella categorie filmiche
L'anno si riferisce all'anno in cui la cerimonia di premiazione ha avuto luogo e non all'uscita del film.

### Darryl F. Zanuck Award al miglior film
- 1990: A spasso con Daisy, produttori: Lili Fini Zanuck e Richard D. Zanuck
- 1991: Balla coi lupi, produttori: Jim Wilson e Kevin Costner
- 1992: Il silenzio degli innocenti, produttori: Edward Saxon, Kenneth Utt e Ron Bozman
- 1993: La moglie del soldato, produttore: Stephen Woolley
- 1994: Schindler's List - La lista di Schindler, produttori: Branko Lustig, Gerald R. Molen e Steven Spielberg
- 1995: Forrest Gump, produttori: Wendy Finerman, Charles Newirth, Steve Starkey e Steve Tisch
- 1996: Apollo 13, produttori: Brian Grazer e Todd Hallowell
- 1997: Il paziente inglese, produttore: Saul Zaentz
- 1998: Titanic, produttori: James Cameron e Jon Landau
- 1999: Salvate il soldato Ryan, produttori: Steven Spielberg, Allison Lyon Segan, Bonnie Curtis, Ian Bryce, Mark Gordon e Gary Levinsohn
- 2000: American Beauty, produttori: Bruce Cohen e Dan Jinks
- 2001: Il gladiatore, produttori: Branko Lustig e Douglas Wick
- 2002: Moulin Rouge!, produttori: Fred Baron, Martin Brown e Baz Luhrmann
- 2003: Chicago, produttore: Martin Richards
- 2004: Il Signore degli Anelli - Il ritorno del re, produttori: Peter Jackson, Barrie M. Osborne e Fran Walsh
- 2005: The Aviator, produttori: Graham King e Micheal Mann
- 2006: I segreti di Brokeback Mountain, produttori: Diana Ossana e James Schamus
- 2007: Little Miss Sunshine, produttori: Albert Berger, David T. Friendly, Peter Saraf, Marc Turtletaub e Ron Yerxa
- 2008: Non è un paese per vecchi, produttori: Scott Rudin, Joel Coen e Ethan Coen
- 2009: The Millionaire (Slumdog Millionaire), produttore: Christian Colson
- 2010: The Hurt Locker, produttori: Kathryn Bigelow, Mark Boal, Nicolas Chartier e Greg Shapiro
- 2011: Il discorso del re, produttori: Iain Canning, Emile Sherman e Gareth Unwin
- 2012: The Artist, produttore: Thomas Langmann
- 2013: Argo, produttori: Grant Heslov, Ben Affleck, e George Clooney
- 2014: 
  - 12 anni schiavo, produttori: Anthony Katagas, Jeremy Kleiner, Steve McQueen, Brad Pitt e Dede Gardner
  - Gravity, produttori: Alfonso Cuarón e David Heyman
- 2015: Birdman, produttori: Alejandro González Iñárritu, John Lesher e James W. Skotchdopole
- 2016: La grande scommessa, produttori: Brad Pitt, Dede Gardner e Jeremy Kleiner
- 2017: La La Land, produttori: Fred Berger, Jordan Horowitz e Marc Platt
- 2018: La forma dell'acqua - The Shape of Water, produttori: Guillermo Del Toro e J. Miles Dale
- 2019: Green Book, produttori: Jim Burke, Charles B. Wessler, Brian Currie, Peter Farrelly e Nick Vallelonga
- 2020: 1917, produttori: Sam Mendes, Pippa Harris, Jayne-Ann Tenggren e Callum McDougall
- 2021: Nomadland, produttori: Frances McDormand, Chloe Zhao, Peter Spears
- 2022: CODA - I segni del cuore, produttori: Philippe Rousselet, Fabrice Gianfermi, Patrick Wachsberger
- 2023: Everything Everywhere All at Once, produttori: Daniel Kwan, Daniel Scheinert, Mike Larocca, Anthony e Joe Russo
- 2024: Oppenheimer , produttori: Christopher Nolan, Emma Thomas, Charles Roven
- 2025: Anora , produttori: Sean Baker, Samantha Quan, Alex Coco

### Miglior film d'animazione
- 2006: Wallace & Gromit - La maledizione del coniglio mannaro, produttori: Claire Jennings e Nick Park
- 2007: Cars - Motori ruggenti, produttore: Darka K. Anderson
- 2008: Ratatouille, produttore: Brad Lewis
- 2009: WALL•E, produttore: Jim Morris
- 2010: Up, produttore: Jonas Rivera
- 2011: Toy Story 3 - La grande fuga, produttore: Darla K. Anderson
- 2012: Le avventure di Tintin, produttori: Peter Jackson, Steven Spielberg e Kathleen Kennedy
- 2013: Ralph Spaccatutto, produttore: Clarck Spencer
- 2014: Frozen - Il regno di ghiaccio, produttore: Peter Del Vecho
- 2015: The LEGO Movie, produttore: Dan Li
- 2016: Inside Out, produttore: Jonas Rivera
- 2017: Zootropolis (Zootopia), produttore: Clark Spencer
- 2018: Coco, produttore: Darla K. Anderson
- 2019: Spider-Man - Un nuovo universo (Spider-Man: Into the Spider-Verse), produttori: Avi Arad, Amy Pascal, Christina Steinberg, Phil Lord e Christopher Miller
- 2020: Toy Story 4, produttori: Mark Nielsen e Jonas Rivera
- 2021: Soul, produttore: Dana Murray
- 2022: Encanto, produttori: Yvett Merino e Clark Spencer
- 2023: Pinocchio di Guillermo del Toro (Guillermo del Toro's Pinocchio), produttori: Guillermo del Toro, Gary Ungar e Alex Bulkley
- 2024: Spider-Man: Across the Spider-Verse, produttori: Avi Arad, Amy Pascal, Phil Lord, Christopher Miller e Christina Steinberg
- 2025: Il robot selvaggio (The Wild Robot), produttore: Jeff Hermann

### Stanley Kramer Award
- 2002: Mi chiamo Sam, produttori: Jessie Nelson, Barbara Hall, Edward Zwick, Marshall Herskovitz e Richard Solomon
- 2003: Antwone Fisher, produttori: Todd Black, Randa Haines e Denzel Washington
- 2004:In America - Il sogno che non c'era, produttori: Jim Sheridan e Arthur Lappin
- 2005:
  - Hotel Rwanda, produttore: Terry George
  - I figli della guerra, produttore: Lawrence Bender
- 2006: Good Night, and Good Luck., produttore: Grant Heslov
- 2007: Una scomoda verità, produttori: Lawrence Bender, Scott Z. Burns e Laurie David
- 2008: The Great Debaters - Il potere della parola, produttori: Todd Black, Kate Forte, Joe Roth e Oprah Winfrey
- 2009: Milk, produttori: Dan Jinks e Bruce Cohen
- 2010: Precious, produttori: Lee Daniels, Sarah Siegel-Magness e Gary Magness
- 2011: Sean Penn, prima persona a ricevere un premio Stanley Kramer
- 2012: Nella terra del sangue e del miele, produttori: Anjelina Jolie, Graham King e Timothy Headington
- 2013: Bully, produttori: Cynthia Lowen, Lee Hirsch e Cindy Waitt
- 2014: Prossima fermata Fruitvale Station, produttori: Forest Whitaker e Nina Yang Bongiovi
- 2015: The Normal Heart, produttori: Scott Ferguson e Alexis Martin Woodall
- 2016: The Hunting Ground, produttore: Amy Ziering
- 2017: Loving, produttori: Nancy Buirski, Ged Doherty, Colin Firth, Sarah Green, Peter Saraf, Marc Turtletaub
- 2018: Scappa - Get Out, produttori: Jason Blum, Jordan Peele, Edward H. Hamm Jr., Sean McKittrick
- 2019: Jane Fonda
- 2020: Bombshell - La voce dello scandalo, produttori: AJ Dix, Beth Kono, Charles Randolph, Jay Roach e Margaret Riley